# Алябьев, Юрий Александрович
Юрий Александрович Алябьев  (узб. Yuriy Aleksandrovich Alyabyev; 10 (23) декабря 1903, Козлов, Тамбовская губерния — 18 октября 1983, Самарканд) — узбекский и советский актёр и режиссёр театра. Народный артист Узбекской ССР (1950).

## Биография
Родился 23 декабря 1903 года в городе Козлове Тамбовской губернии. Учился в студии драматического искусства при Наркомпроссе РСФСР. После её окончания в 1921 году служил в различных провинциальных театрах страны.
В 1933—1974 годах работал актёром и режиссёром Самаркандского русского драматического театра, играл характерные роли. В 1948—1964 годах был главным режиссёром театра. Кроме того, в 1959—1962 годах возглавлял студию при театре.
В начале 1960-х годах поставил спектакль «Иркутская история» (по пьесе А. Арбузова), высоко оценённый театроведом Ю. И. Кагарлицким и имевший успех у зрителей. Ставил спектакли как по классическим («Ревизор» (1936), «Отелло» (1950), «Тартюф» (1951)), так и по современным произведениям.
Умер 18 октября 1983 года, похоронен в Самарканде.